# Jennifer Lopez

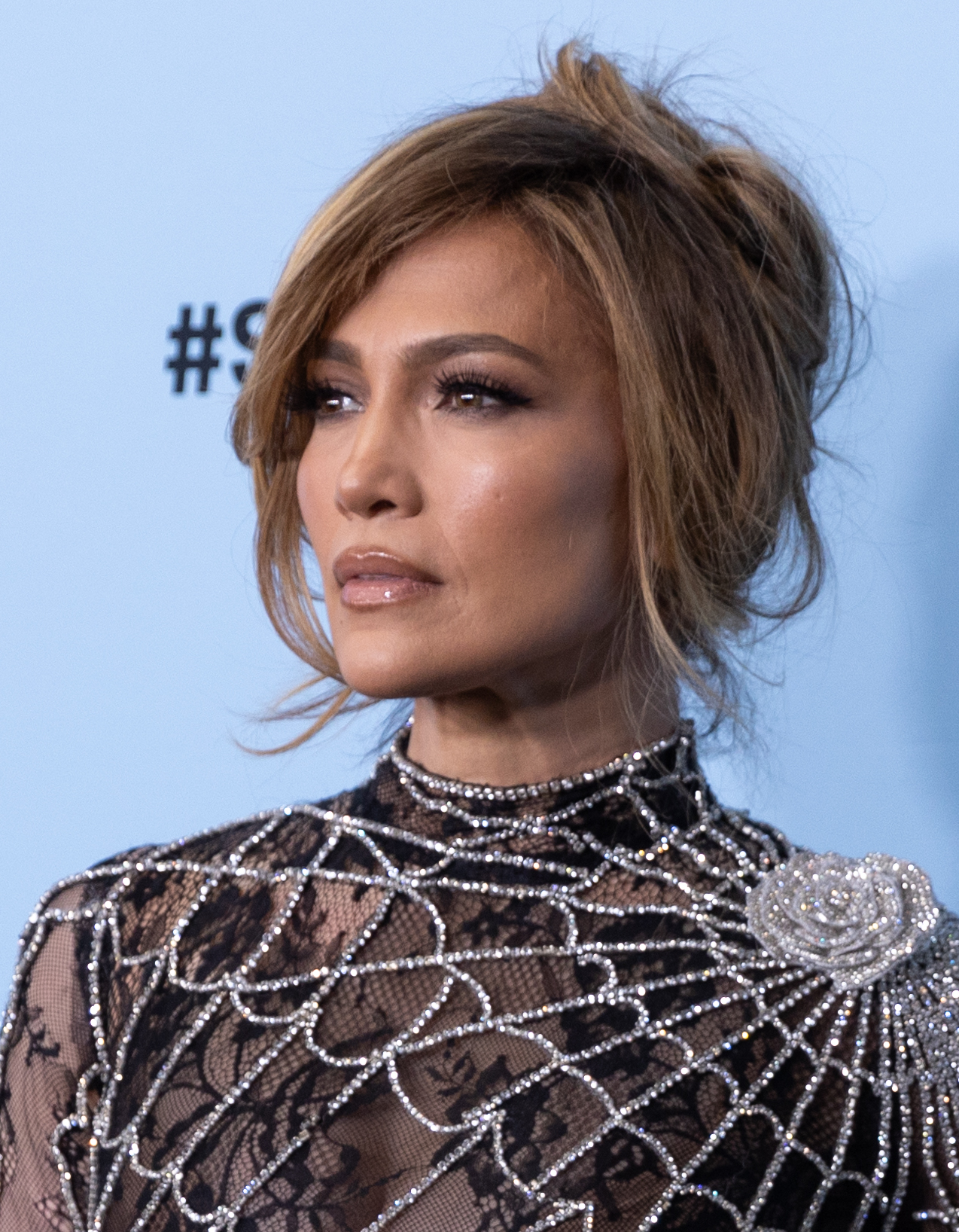
Jennifer Lopez am Sundance Film Festival, 2025

Jennifer Lynn Lopez (* 24. Juli 1969 in New York City), auch J.Lo genannt, ist eine US-amerikanische Sängerin und Schauspielerin. Weltweit bekannt wurde sie durch Songs wie If You Had My Love, Love Don’t Cost a Thing und Jenny from the Block.
Sie gehört mit 80 Millionen verkauften Tonträgern zu den erfolgreichsten Sängerinnen der Gegenwart. 2014 wurde sie bei den Billboard Music Awards für ihr Lebenswerk ausgezeichnet.

## Leben

### Kindheit
Jennifer Lopez wurde 1969 in New York als zweites von drei Kindern geboren und verbrachte ihre Jugend im Viertel Parkchester. Ihre Eltern waren vor ihrer Geburt von Puerto Rico in die Bronx gezogen. Wie auch ihre beiden Schwestern besuchte sie bis zu ihrem 18. Lebensjahr eine katholische Mädchenschule. Danach wechselte Lopez auf das örtliche Baruch College, das sie nach zwei Semestern verließ, um als Rechtsanwaltsfachangestellte zu arbeiten. Parallel dazu war sie nach einer jahrelangen Ausbildung sowohl als Tanzlehrerin wie auch als professionelle Tänzerin in diversen New Yorker Nachtclubs tätig.

### Privatleben

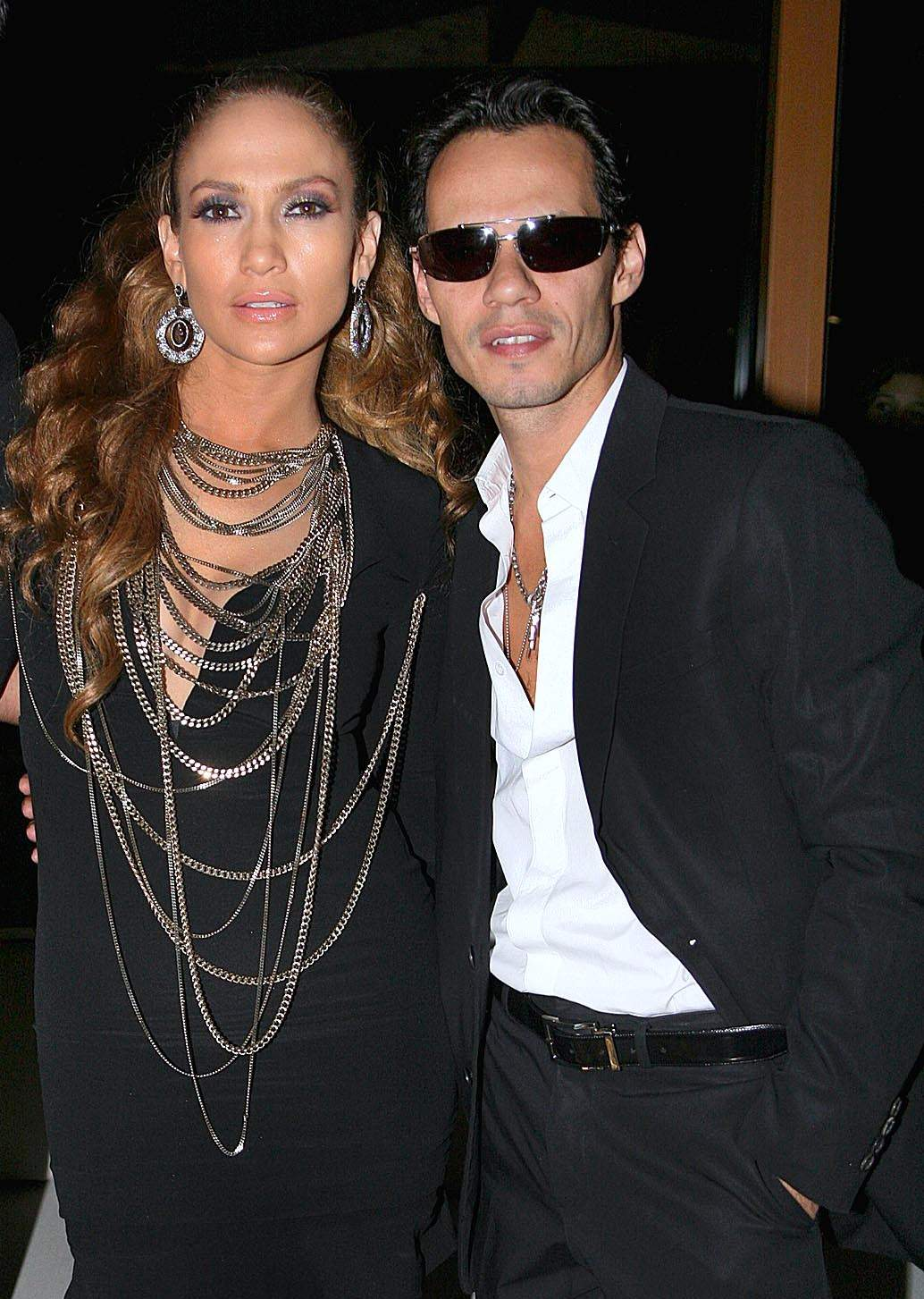
Jennifer Lopez und Marc Anthony (2008)

Jennifer Lopez ist zum vierten Mal verheiratet. Ihre erste Ehe mit einem Kellner dauerte von Februar 1997 bis Januar 1998. Dieser war später Geschäftsführer eines ihrer Restaurants. Von September 1999 bis Februar 2001 war sie mit dem Rapper und Musikproduzenten Sean Combs liiert. Ihre zweite Ehe schloss Lopez mit einem ehemaligen Tänzer ihrer Show. Die beiden hatten sich bei den Dreharbeiten des Musikvideos zu Love Don’t Cost a Thing kennengelernt. Die Ehe dauerte von September 2001 bis Juni 2002.
Im Juni 2004 heiratete Lopez – nach einer aufgelösten Verlobung mit Ben Affleck – den Sänger Marc Anthony (bürgerlich Marco Antonio Muñiz) weniger als eine Woche nach dessen Scheidung von der ehemaligen Miss Universe, Dayanara Torres. Damit wurde sie auch Stiefmutter zweier Söhne aus Anthonys früheren Beziehungen. Am 22. Februar 2008 brachte sie Zwillinge zur Welt. Im Juli 2011 trennten sich Lopez und Anthony.
Mit dem Tänzer Casper Smart, der auch bei ihren Bühnenchoreografien auftrat, war sie von 2011 bis 2016 liiert. Nach einer kurzen Liaison mit dem kanadischen Rapper Drake zeigte sie sich seit Februar 2017 mit dem Baseballspieler Alex Rodríguez in der Öffentlichkeit. Im April 2021 gab das Paar seine Trennung bekannt.
Lopez und Affleck waren von Juni 2021 bis April 2024 erneut liiert und heirateten im Juli 2022. Im August 2024 reichte Lopez die Scheidung ein.

## Karriere
Nach weltweiten Auftritten mit einer bekannten New Yorker Tanzcombo gelang es Lopez in den frühen 1990er Jahren, als Breakdance- und Backgroundtänzerin Arbeit beim Fernsehen zu finden. Auftritte in Musikvideos wie Janet Jacksons That’s the Way Love Goes folgten, ehe sie erste Sprechrollen in Fernsehserien wie South Central oder Hotel Malibu erhielt.

### Musikkarriere
1998 unterzeichnete Lopez ihren ersten Plattenvertrag bei Sony Records. Geprägt von den lateinamerikanischen Wurzeln ihrer Eltern und den multikulturellen Einflüssen der Bronx schrieb und koproduzierte sie mit Hilfe erfolgreicher Produzenten wie Rodney „Darkchild“ Jerkins und Corey Rooney ein Album, das sich vom Sound der damaligen Teen-Pop-Kultur stark unterschied. Schon kurz nach seiner Veröffentlichung im Sommer 1999 zeigte sich mit On the 6 als Mitbegründer der sogenannten Latin-Wave, die durch Interpreten wie Enrique Iglesias, Ricky Martin und Marc Anthony zur Jahrtausendwende weltweit die Charts beherrschte und Lopez den Titel einer „Parade-Latina“ einbrachte. Nicht zuletzt dank fünf erfolgreicher Singleauskopplungen – If You Had My Love, Waiting for Tonight, Feelin’ So Good, Let’s Get Loud und No me ames (im Duett mit Marc Anthony) – verkaufte sich das Album über sieben Millionen Mal.
Im Frühjahr 2001 folgte mit J.Lo Lopez’ zweites Album, das den Erfolg des Debüts noch übertraf – innerhalb weniger Monate verkaufte es sich mehr als acht Millionen Mal weltweit. Die Platte kletterte sowohl in den Vereinigten Staaten als auch in Deutschland und der Schweiz auf Platz 1 der Albumcharts, und mit den Singleauskopplungen Love Don’t Cost a Thing, Play und Ain’t It Funny konnte Lopez weitere Top-10-Hits erzielen. Nach Erscheinen der letzten Single I’m Real entschied sie sich, einen alternativen Remix der Originalversion des Songs mit Rapper Ja Rule zu veröffentlichen. Das von Irv Gotti produzierte Duett wurde derart gut verkauft, dass die Produzenten gleich ein komplettes Album nach diesem Vorbild auf den Markt bringen wollten. 
So wurden bereits bekannte Songs neu eingesungen, neu abgemischt oder durch technische Features modernisiert und mit J to tha L-O!: The Remixes im Frühjahr 2002 das erste Remixalbum von Lopez veröffentlicht. Das Album wurde das erste seiner Art, das auf Anhieb Platz eins der US-Billboard-Charts erreichte und auch außerhalb der Vereinigten Staaten überaus erfolgreich war. Die Remix-Versionen von I’m Real und Ain’t It Funny wurden zu Nummer-eins-Hits in den Staaten und zu Top-10-Hits weltweit. Der Remix zu I’m Gonna Be Alright wurde im August 2002 ein Sommerhit in Deutschland.
Noch Ende 2002 kehrte Lopez mit ihrem vierten Album This Is Me… Then zurück und landete mit Jenny from the Block, All I Have und I’m Glad weitere Hits. In den Vereinigten Staaten wurde All I Have zum Nummer-1-Hit, eine weitere Single Baby I Love U! konnte nicht mehr an den Erfolg der ersten heranreichen. Trotzdem wurde This Is Me … Then mit sechs Millionen Einheiten eines der meistverkauften Alben des Jahres 2003.

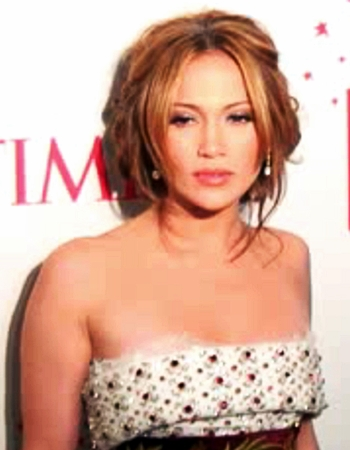
Jennifer Lopez (2006)

Nachdem sie zusammen mit Marc Anthony im Sommer 2004 die Ballade Escapemonos aufgenommen hatte, die auf dem neuen Album von Anthony  erscheinen sollte, kehrte sie nach einer Pause im März 2005 mit ihrem fünften Album zurück. Rebirth setzte erneut auf mehr Beats und Up-Tempo-Nummern, erreichte weltweit erneut rasch hohe Chartplatzierungen, verkaufte sich dann allerdings nur noch mäßig. Bislang gingen knapp dreieinhalb Millionen CDs über den Ladentisch. Die erste Single Get Right entwickelte sich zum Hit, die zweite Hold You Down konnte nur in Großbritannien Platz sechs erreichen, sich aber nirgends sonst durchsetzen und kam auch in Deutschland nur noch in die Top-50. Cherrie Pie wurde im Herbst 2005 als Radio-Single in den Vereinigten Staaten veröffentlicht.
Anfang 2006 kehrte Lopez ein weiteres Mal im Duett mit LL Cool J erfolgreich in die Charts zurück. Control Myself wurde zum Top-30-Hit in Deutschland, in England erreichte der Song eine Woche lang Platz zwei in den Charts sowie Platz vier in den Vereinigten Staaten. Im März 2007 folgte nach drei Jahren intensiver Studioarbeit schließlich Lopez’ erstes spanischsprachiges Album Como ama una mujer, an dem sie unter anderem mit Ehemann Marc Anthony sowie den Produzenten Estéfano und Julio Reyes gearbeitet hatte. Die Platte erreichte die Spitze der Billboard Hot-Latin-Album-Charts und platzierte sich auch im deutschsprachigen Raum in den Top-10. Die erste Singleauskopplung des Albums, Qué hiciste, wurde in Italien, der Türkei und der Schweiz zu einem weiteren Nummer-1-Erfolg. 
Erst im August 2007 bewarb man das spanische Album erneut, unter anderem durch Auskopplung der zweiten Single Me haces falta. Das Video dazu zeigt Lopez zusammen mit einem Geliebten auf der Flucht vor dem FBI. Die Single erschien lediglich als „Promo“ und nur wenige Promo-Maxi-CDs kamen auf den Markt; in Spanien wurde Me haces falta ein Hit. Im Herbst gaben Anthony und Lopez bekannt, dass eine dritte Single aus Como ama una mujer geplant sei. Passend zur gemeinsamen Tour durch Amerika sollte Por arriesgarnos, ein Duett der beiden, eine weitere Promo-Single werden. Die Verkaufszahlen des Albums zogen dadurch erneut an und Como ama una mujer erreichte die Top-10 der meistverkauften spanischen Alben.
Nach dem spanischsprachigen Album vom März 2007 erschien im Oktober 2007 mit Brave ein weiteres Album. Die Auskopplung Do It Well verkaufte sich weltweit nur mäßig. Aufgrund ihrer Schwangerschaft und der Tour blieb auch wenig Zeit für Promotion. Im Januar 2008 sollte mit Hold It, Don’t Drop It die zweite Single aus Brave ausschließlich in Großbritannien und Europa erscheinen. Das Video lief zwar bei MTV an, wurde aber wieder aus dem Programm genommen und auf keinem Musikkanal mehr gesendet. Man entschied sich dafür, die Veröffentlichung in Deutschland zu verschieben. 
Weder in den Download-Charts noch in den Radio-Charts fand der Song Anklang, er wurde dann auch fast im gesamten europäischen Raum abgesagt. Lediglich in Großbritannien und Italien wurde die Single veröffentlicht. Ohne Promotion oder Auftritte verpasste Hold It, Don’t Drop It den Einzug in die UK-Charts und schaffte es nur in die Top 100 – nur in Italien wurde die Single ein Top-10-Hit. Im April 2008 kam This Boy’s Fire von Carlos Santana im Duett mit Lopez heraus.
Im März 2009 tauchte das Lied Hooked on You im Internet auf, woraufhin Lopez bekanntgab, dass sie an einem neuen Album arbeite. Zwei weitere Songs (What Is Love? und One Love) tauchten wenig später im Internet auf und sollten laut Lopez ebenfalls auf dem neuen Album erscheinen. Im Oktober 2009 folgte die Veröffentlichung von Fresh Out the Oven (zusammen mit dem Rapper Pitbull). Den Song Louboutins sang sie zum ersten Mal im November 2009 bei den American Music Awards. Kurz darauf endete Lopez’ Plattenvertrag mit Sony Music Group, was dazu führte, dass weitere Promotions für Louboutins, darunter ein dazugehöriges Musikvideo, gestrichen wurden.
Im März 2010 wurde bekanntgegeben, dass Lopez einen neuen Plattenvertrag mit Island Def Jam Music Group unterzeichnet hat. Ihr erstes Studioalbum unter Island Def Jam Music Group sollte ursprünglich zur selben Zeit mit ihrem neuen Film Plan B für die Liebe veröffentlicht werden, doch die Veröffentlichung wurde mehrmals verschoben. Im Februar wurde schließlich On the Floor featuring Pitbull, die erste offizielle Single des neuen Albums mit dem Titel Love? veröffentlicht und feierte Premiere bei den 68. Golden Globe Awards. Das Musikvideo zu On the Floor feierte im März 2011 bei American Idol seine Premiere. Am Tag darauf stand der Song an der Spitze der US-amerikanischen iTunes-Charts. In Deutschland, Österreich und der Schweiz erreichte der Song Platz 1 der Charts. Es war Lopez’ erster Nummer-eins-Hit und 2011 der bestverkaufte in Deutschland.
Ihr siebtes Studioalbum Love? wurde im April 2011 in Deutschland veröffentlicht. Im selben Monat wurde die zweite Single I’m into You von Lopez und Rapper Lil Wayne veröffentlicht, die Platz 41 in den Vereinigten Staaten und mehrere Top-20-Positionen auf internationaler Ebene erreichte. Im September wurde die dritte Single Papi veröffentlicht.

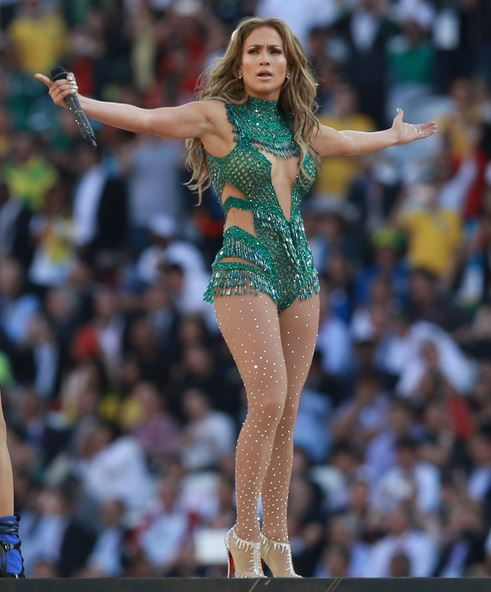
Jennifer Lopez bei der Eröffnung der Fußball-Weltmeisterschaft 2014

Nach Love erschien das Greatest-Hits-Album Dance Again … the Hits bei Epic Records. Das Album wurde im Juli 2012 veröffentlicht. Um es zu promoten, ging Lopez auf Dance Again World Tour. Währenddessen wurde die Single Dance Again mit Pitbull veröffentlicht, sie konnte sich in den Single-Charts platzieren. 2013 arbeitet Lopez an ihrem achten Studioalbum. Die erste Single daraus ist Live It Up mit Pitbull, produziert von RedOne. Sie erschien im Mai 2013. Im Juni 2014 wurde ihr achtes Studioalbum A.K.A. veröffentlicht. Die dritte Single Booty wurde im Remix mit Iggy Azalea ein Top-20-Hit in den Billboard Hot 100.
2014 war sie zusammen mit Claudia Leitte am offiziellen Song der Fußball-Weltmeisterschaft 2014, We Are One (Ole Ola) von Pitbull, beteiligt. Im Mai 2015 wurde bekanntgegeben, dass sie eine Las-Vegas-Show im Planet Hollywood Resort and Casino bekommen wird. Die ersten zehn Konzerte der Show waren ausverkauft. Im Februar 2020 trat sie zusammen mit Shakira in der Halbzeitshow des Super Bowl LIV auf.

### Schauspielkarriere
Nebenrollen in Kinofilmen wie dem Thriller Money Train (1995) oder Francis Ford Coppolas Komödie Jack (1996) machten sie einem größeren Publikum bekannt. In Bob Rafelsons Film noir Blood and Wine (1996) trat sie neben Jack Nicholson und Michael Caine auf. 1997 spielte sie die Titelrolle in der Filmbiografie Selena – Ein amerikanischer Traum. Im gleichen Jahr trat sie in Anaconda als Actionheldin in Erscheinung und spielte auch im Oliver-Stone-Film U-Turn – Kein Weg zurück mit. 1998 folgte Steven Soderberghs romantische Krimikomödie Out of Sight (mit George Clooney) und 2000 der von Masken, Kostümen und Spezialeffekten geprägte Psychothriller The Cell.
Lopez konzentrierte sich in der Folge verstärkt auf ihre Musikkarriere und begann, ihre Arbeit, ihr Privatleben und ihren Körper zu inszenieren und zu vermarkten, was ihr neu gewonnenes Kinopublikum weniger begeisterte als die Klatschpresse. Filme wie das Drama Angel Eyes (2001) oder die romantische Komödie Manhattan Love Story (2002) ernteten schlechte Kritiken. Ihre sich jetzt häufenden Nominierungen für die Goldene Himbeere, die sie 2003 für Liebe mit Risiko – Gigli auch verliehen bekam, waren Gradmesser für die zunehmende Häme der Filmindustrie. 2004 wurde die romantische Komödie Darf ich bitten?, in der sie neben Richard Gere spielte, ein Publikumserfolg.
2005 folgte Das Schwiegermonster, mit Jane Fonda an ihrer Seite. Im gleichen Jahr kam auch das bereits zwei Jahre zuvor fertiggestellte Drama Ein ungezähmtes Leben mit Robert Redford und Morgan Freeman in den Hauptrollen in die Kinos. In allen drei Filmen standen jedoch eher die von Schauspielveteranen gespielten Figuren im Zentrum der Handlung. 2006 kehrte sie mit dem Thriller Bordertown auf die Leinwand zurück und zeigte eine völlig neue Seite, denn zum ersten Mal beruhte ein Film mit ihr auf Tatsachen. Lopez kam 2007 zur Berlinale und erhielt für Bordertown einen Preis. Ebenfalls 2006 zeigte sich Jennifer Lopez an der Seite von Ehemann Marc Anthony in El Cantante; er spielt den puerto-ricanischen Sänger Héctor Lavoe. Auch dieser Film beruht auf wahren Begebenheiten.
Im März 2010 kehrte sie mit der Komödie Plan B für die Liebe auf die Leinwand zurück. 2011 machte Lopez Werbung für die Rasierermarke Gillette. Im Mai 2012 wurde die Komödie Was passiert, wenn’s passiert ist veröffentlicht. Im Film spielt Lopez an der Seite von Cameron Diaz, Elizabeth Banks, Chace Crawford, Brooklyn Decker, Anna Kendrick, Matthew Morrison, Dennis Quaid, Chris Rock und Rodrigo Santoro. Im Februar 2013 war sie an der Seite von Jason Statham im Action-Thriller Parker zu sehen. Von 2016 bis 2018 war sie in der Fernsehserie Shades of Blue zu sehen. In Lorene Scafarias Film Hustlers übernahm sie 2019 die Rolle der Stripperin Ramona Vega.
In den deutschen Fassungen ihrer Filme hat Lopez keine feste Synchronstimme. Sie wird oft von Natascha Geisler oder Ghadah Al-Akel gesprochen.
Im Juni 2021 beschlossen Lopez und Netflix eine Zusammenarbeit über die Produktion von Filmen und TV-Serien mit dem Fokus auf Diversität und Frauen vor und hinter der Kamera.

### Nebenverdienste
2001 kreierte Lopez die Modelinie JLO by Jennifer Lopez. Die Kollektion umfasste ein weitreichendes Sortiment verschiedenster Bekleidungsstücke für junge Frauen, darunter Jeans, T-Shirts, Röcke, Gürtel, Schuhe und Unterwäsche, aber auch Schmuck und andere Accessoires. 2005 erweiterte sie das Angebot um die Linie Sweetface.
Darüber hinaus ist Lopez im Parfümeriemarkt sehr erfolgreich: Die 2002 präsentierte Debütkreation Glow hielt sich in neun Ländern mehr als vier Monate an der Spitze der Verkaufsstatistiken. 2003 und 2005 folgten mit Still und Live zwei weitere Düfte, begleitet von diversen Körperlotionen und Hautcremes. Im August 2006 brachte sie das Parfüm Live Luxe, 2008 ihr erstes Männerparfüm auf den Markt. Die Parfumlinie ist mit einem Umsatz von zwei Milliarden US-Dollar die erfolgreichste Parfümlinie eines Prominenten.
Im April 2002 eröffnete Lopez’ kubanisches Restaurant Madre’s im kalifornischen Pasadena. 2006 ließ sie sich gegen eine Gage von vermutlich 1,5 Millionen zur Feier des 50. Geburtstages des aserbaidschanisch-russischen Oligarchen Telman Ismayılov einfliegen. 2009 gab Fox bekannt, in den USA mit ihr zusammen ein Remake der Serie Rebelde Way zu produzieren. Lopez war in der 10., 11., 13. und 14. Staffel von American Idol Jurymitglied. 2013 widmete der US-Spielwarenhersteller Mattel Lopez eine Barbie-Kollektion.
Im Oktober 2014 veröffentlichte sie mit True Love ihre Biografie.
Bei der Amtseinführung von Joe Biden als Präsident der USA am 20. Januar 2021 sang sie im Rahmen der Feierlichkeiten die bekannten Lieder This Land Is Your Land und America the Beautiful.

## Erfolge
Lopez war die erste Künstlerin, die gleichzeitig Platz 1 der Albumcharts und Platz 1 der Kinocharts belegte. Sie war auch die erste Solokünstlerin unter Epic Records, die ein Album auf Platz 1 in den Charts der Vereinigten Staaten platzieren konnte. Ihr Remixalbum J to tha L-O! The Remixes war das erste seiner Art, das Platz 1 der US-amerikanischen Albumcharts erreichte. 2010 wurde sie bei den World Music Awards mit dem Legend Award für ihren Einfluss auf die Musikindustrie geehrt. 2013 wurde sie mit einem Stern auf dem Hollywood Walk of Fame in der Kategorie Musik ausgezeichnet. Bei den Billboard Music Awards 2014 wurde sie als erste Künstlerin mit dem Icon Award für ihr Lebenswerk ausgezeichnet. 2018 wurde sie bei den MTV Video Music Awards mit dem Michael Jackson Video Vanguard Award erneut für ihr Lebenswerk geehrt. Demi Lovato, Jessica Alba, Selena Gomez, Ryan Guzman und Pitbull erklärten, von Lopez inspiriert worden zu sein.

## Diskografie
Studioalben

| Jahr | Titel Musiklabel                           | Höchstplatzierung, Gesamtwochen, AuszeichnungChartplatzierungen (Jahr, Titel, Musiklabel, Platzierungen, Wochen, Auszeichnungen, Anmerkungen) | Höchstplatzierung, Gesamtwochen, AuszeichnungChartplatzierungen (Jahr, Titel, Musiklabel, Platzierungen, Wochen, Auszeichnungen, Anmerkungen) | Höchstplatzierung, Gesamtwochen, AuszeichnungChartplatzierungen (Jahr, Titel, Musiklabel, Platzierungen, Wochen, Auszeichnungen, Anmerkungen) | Höchstplatzierung, Gesamtwochen, AuszeichnungChartplatzierungen (Jahr, Titel, Musiklabel, Platzierungen, Wochen, Auszeichnungen, Anmerkungen) | Höchstplatzierung, Gesamtwochen, AuszeichnungChartplatzierungen (Jahr, Titel, Musiklabel, Platzierungen, Wochen, Auszeichnungen, Anmerkungen) | Anmerkungen                                                   |
| Jahr | Titel Musiklabel                           | DE | AT | CH | UK | US | Anmerkungen                                                   |
| ---- | ------------------------------------------ | --- | --- | --- | --- | --- | ------------------------------------------------------------- |
| 1999 | On the 6 Work (Sony)                       | DE3 Gold · (54 Wo.)DE | AT7 Gold · (20 Wo.)AT | CH3 Platin · (53 Wo.)CH | UK14 Platin · (38 Wo.)UK | US8 ×3Dreifachplatin · (53 Wo.)US | Erstveröffentlichung: 1. Juni 1999 Verkäufe: + 8.000.000      |
| 2001 | J.Lo Epic Records (Sony)                   | DE1 Platin · (61 Wo.)DE | AT3 Gold · (42 Wo.)AT | CH1 ×2Doppelplatin · (59 Wo.)CH | UK2 ×2Doppelplatin · (59 Wo.)UK | US1 ×4Vierfachplatin · (82 Wo.)US | Erstveröffentlichung: 22. Januar 2001 Verkäufe: + 12.000.000  |
| 2002 | This Is Me… Then Epic Records (Sony)       | DE4 Gold · (23 Wo.)DE | AT7 Gold · (23 Wo.)AT | CH3 Platin · (25 Wo.)CH | UK13 ×2Doppelplatin · (35 Wo.)UK | US2 ×2Doppelplatin · (40 Wo.)US | Erstveröffentlichung: 19. November 2002 Verkäufe: + 6.000.000 |
| 2005 | Rebirth Epic Records (Sony BMG)            | DE3 (13 Wo.)DE | AT5 (10 Wo.)AT | CH1 Gold · (11 Wo.)CH | UK8 Gold · (13 Wo.)UK | US2 Platin · (17 Wo.)US | Erstveröffentlichung: 28. Februar 2005 Verkäufe: + 3.000.000  |
| 2007 | Como ama una mujer Epic Records (Sony BMG) | DE4 (16 Wo.)DE | AT10 (10 Wo.)AT | CH1 Platin · (23 Wo.)CH | — | US10 (9 Wo.)US | Erstveröffentlichung: 23. März 2007 Verkäufe: + 800.000       |
| 2007 | Brave Epic Records (Sony BMG)              | DE41 (2 Wo.)DE | AT35 (2 Wo.)AT | CH6 (7 Wo.)CH | UK24 (2 Wo.)UK | US12 (6 Wo.)US | Erstveröffentlichung: 5. Oktober 2007 Verkäufe: + 650.000     |
| 2011 | Love? Island Def Jam (UMG)                 | DE4 Gold · (24 Wo.)DE | AT7 (18 Wo.)AT | CH1 Gold · (23 Wo.)CH | UK6 Gold · (17 Wo.)UK | US5 (20 Wo.)US | Erstveröffentlichung: 29. April 2011 Verkäufe: + 820.000      |
| 2014 | A.K.A. Capitol Records (UMG)               | DE24 (3 Wo.)DE | AT40 (1 Wo.)AT | CH15 (5 Wo.)CH | UK41 (2 Wo.)UK | US8 (6 Wo.)US | Erstveröffentlichung: 13. Juni 2014 Verkäufe: + 81.000        |
| 2024 | This Is Me… Now BMG (BMG)                  | DE8 (1 Wo.)DE | AT6 (1 Wo.)AT | CH17 (1 Wo.)CH | UK55 (1 Wo.)UK | US38 (1 Wo.)US | Erstveröffentlichung: 16. Februar 2024                        |

## Konzerte und Touren
Konzerte
- 2001: Let’s Get Loud
- 2008: Live in Athens

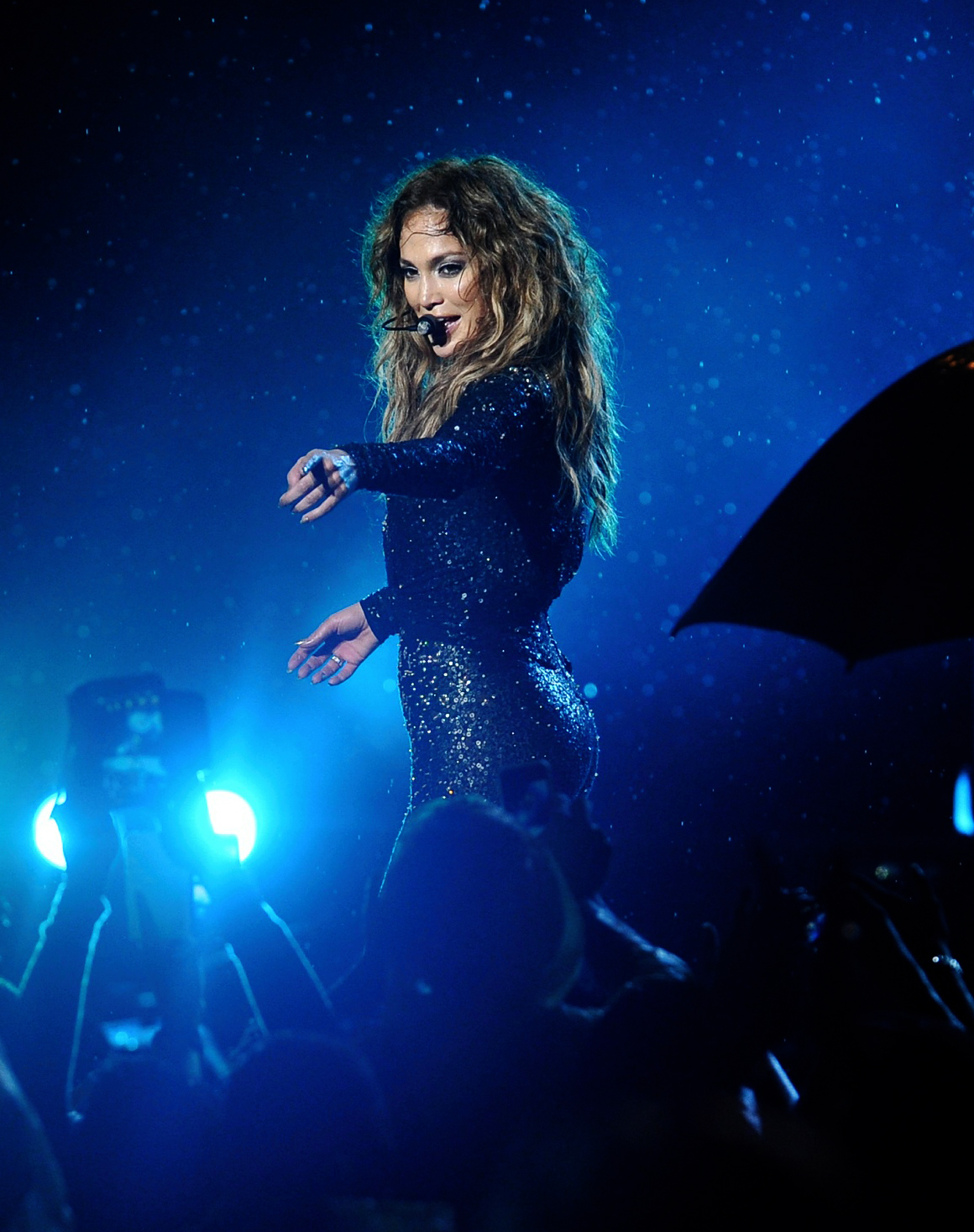
Jennifer Lopez 2012 bei einem Auftritt in Kuala Lumpur

- 2012: Follow the Leader: El Concierto

Konzerttourneen
- 2007: Jennifer Lopez and Marc Anthony en Concierto
- 2012: Dance Again World Tour
- 2012: Summer Tour 2012
- 2019: It’s My Party
- 2025: Up All Night

Konzertreihen
- 2016–2018: Jennifer Lopez – All I Have

## Kritik
Jennifer Lopez wird von Tierschützern wegen ihrer Vorliebe für Pelze kritisiert. So fand bei ihrer ersten Modelinie Sweetface Pelz vielfach Verwendung. Die Tierrechtsorganisation PETA startete mit jlodown.com eine Internetseite, die sich gegen die Künstlerin richtete.
Ende Juni 2013 wurde Lopez unter anderem von der Human Rights Foundation kritisiert, nachdem sie in Awaza in Turkmenistan bei einer Feier zum Geburtstag des Diktators Gurbanguly Berdimuhamedow aufgetreten war, der wegen Menschenrechtsverletzungen in der Kritik steht. Lopez gab an, davon nichts gewusst zu haben. Der Wunsch nach einem Auftritt sei in letzter Minute an sie herangetragen worden und sie habe ihm aus Höflichkeit entsprochen.

## Filmografie
- 1986: Streetgirls
- 1991–1993: In Living Color (Fernsehserie, 61 Folgen)
- 1993: Abgestürzt im Dschungel (Nurses on the Line: The Crash of Flight 7, Fernsehfilm)
- 1993–1994: Second Chances (Fernsehserie, 6 Folgen)
- 1994: South Central (Fernsehserie, 4 Folgen)
- 1994: Hotel Malibu (Fernsehserie, 6 Folgen)
- 1995: Meine Familie (My Family)
- 1995: Money Train
- 1996: Jack
- 1996: Blood and Wine
- 1997: Selena – Ein amerikanischer Traum (Selena)
- 1997: Anaconda
- 1997: U-Turn – Kein Weg zurück (U-Turn)
- 1998: Out of Sight
- 1998: Antz (Stimme)
- 2000: The Cell
- 2001: Wedding Planner – Verliebt, verlobt, verplant (The Wedding Planner)
- 2001: Angel Eyes
- 2002: Genug – Jeder hat eine Grenze (Enough)
- 2002: Manhattan Love Story (Maid in Manhattan)
- 2003: Liebe mit Risiko – Gigli (Gigli)
- 2003: Selena: Greatest Hits
- 2004: Jersey Girl
- 2004: Darf ich bitten? (Shall We Dance?)
- 2005: Das Schwiegermonster (Monster-in-Law)
- 2005: Ein ungezähmtes Leben (An Unfinished Life)
- 2006: Bordertown
- 2006: El Cantante
- 2010: Plan B für die Liebe (The Back-Up Plan)
- 2010: How I Met Your Mother (Fernsehserie, Folge 5x17: Sag einfach Nein)
- 2011: Scrat’s Continental Crack-Up: Part 2 (Kurzfilm, Stimme von Shira)
- 2012: Ice Age 4 – Voll verschoben (Ice Age: Continental Drift, Stimme von Shira)
- 2012: Was passiert, wenn’s passiert ist (What to Expect When You’re Expecting)
- 2013: Parker
- 2015: The Boy Next Door
- 2015: Home – Ein smektakulärer Trip (Stimme)
- 2015: Lila & Eve
- 2016–2018: Shades of Blue (Fernsehserie, 36 Folgen)
- 2016: Ice Age 5 – Kollision voraus! (Ice Age: Collision Course, Stimme im Original von Shira)
- 2018: Manhattan Queen (Second Act)
- 2019: Hustlers
- 2022: Marry Me – Verheiratet auf den ersten Blick (Marry Me)
- 2022: Jennifer Lopez: Halbzeit
- 2022: Shotgun Wedding – Ein knallhartes Team (Shotgun Wedding, auch Produzentin)
- 2023: The Mother (auch Produzentin)
- 2024: Atlas (auch Produzentin)
- 2024: Die schönste Liebesgeschichte, die nie erzählt wurde (The Greatest Love Story Never Told)
- 2024: This Is Me … Now: A Love Story (auch Produzentin)
- 2024: Unaufhaltsam (Unstoppable)
- 2025: Kiss of the Spider Woman

## Synchronarbeiten
- 2012: Ice Age: Continental Drift – Arctic Games (Videospiel, Stimme von Shira)

## Auszeichnungen

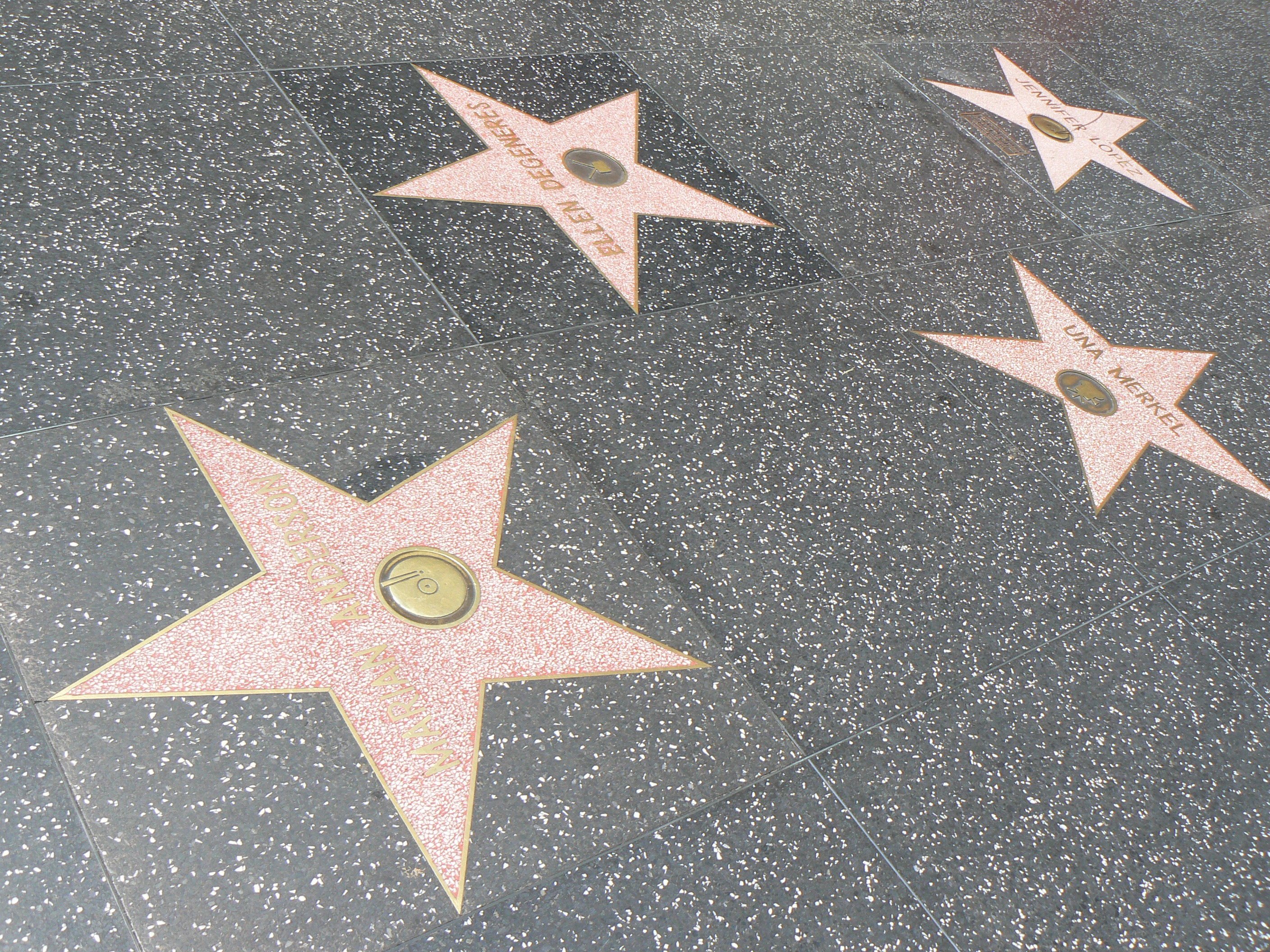
Lopez’ Stern auf dem Hollywood Walk of Fame (hinten rechts)

Lopez wurde 2007 auf der Berlinale als Produzentin und Darstellerin des Films Bordertown mit dem Artists for Amnesty-Award von Amnesty International ausgezeichnet. Für den Film The Cell erhielt Lopez mehrere Auszeichnungen: den Saturn Award als Beste Darstellerin, den Blockbuster Entertainment Award als Beste Schauspielerin in der Kategorie Science-Fiction und den MTV Movie Award in der Kategorie „Best Dressed“. 2011 wurde sie vom People Magazine zur schönsten Frau der Welt gekürt. 2012 wählte das US-Magazin Forbes Lopez zur „einflussreichsten Prominenten“. 2013 erhielt Lopez einen Stern auf dem Hollywood Walk of Fame in der Kategorie Musik. Bei den Billboard Music Awards 2014 wurde sie als erste Künstlerin mit dem Icon Award ausgezeichnet.

### Auszeichnungen und Nominierungen
American Latino Media Arts Award
- 1998: Auszeichnung als Beste Hauptdarstellerin für Selena – Ein amerikanischer Traum[56]
- 1999: Auszeichnung in der Kategorie „Outstanding Actress in a Feature Film in a Crossover Role“ für Out of Sight[57]
- 2000: Auszeichnung in der Kategorie „Female Entertainer of the Year“[58]
- 2001: Auszeichnung in der Kategorie „Entertainer of the Year“[59]
- 2001: Nominierung in der Kategorie „Outstanding Host of a Variety or Awards Special“ für The 1st Annual Latin Grammy Awards (geteilt mit Gloria Estefan, Andy García und Jimmy Smits)[59]
- 2002: Nominierung als Beste Schauspielerin für Angel Eyes[60]
- 2002: Nominierung in der Kategorie „Outstanding Performance in a Music, Variety or Comedy Special“ für Jennifer Lopez in Concert: Let’s get loud[60]
- 2011: Nominierung als Beste Persönlichkeit in einer Reality-Sendung für American Idol[61]
- 2011: Nominierung als Beste Musikerin[61]
- 2012: Nominierung als Beste Filmschauspielerin in der Kategorie Komödie/Musical für Was passiert, wenn’s passiert ist[62]
- 2012: Nominierung als Beste Persönlichkeit in einer Reality-Sendung für American Idol[62]
- 2012: Nominierung als Beste Musikerin[62]

AmFAR Award
- 2013: Auszeichnung für Humanitäre Arbeit in Bezug auf UNICEF[63]

Blockbuster Entertainment Award
- 1998: Nominierung als Beste Schauspielerin in der Kategorie Action/Abenteuer für Anaconda
- 2001: Auszeichnung als Beste Schauspielerin in der Kategorie Science Fiction für The Cell

GLAAD Media Award
- 2014: Auszeichnung GLAAD Vanguard Award[64]
- 2014: Auszeichnung für The Fosters

Golden Globe Award
- 1998: Nominierung als beste Hauptdarstellerin – Komödie oder Musical für Selena – Ein amerikanischer Traum[65]
- 2020: Nominierung als beste Nebendarstellerin – Komödie oder Musical für Hustlers[66]

Goldene Himbeere
- 2002: Nominierung als Schlechteste Schauspielerin für Angel Eyes und Wedding Planner – Verliebt, verlobt, verplant
- 2003: Nominierung als Schlechteste Schauspielerin für Genug – Jeder hat eine Grenze und Manhattan Love Story
- 2004: Auszeichnung als Schlechteste Schauspielerin für Liebe mit Risiko – Gigli
- 2004: Auszeichnung in der Kategorie Schlechtestes Leinwandpaar für Liebe mit Risiko – Gigli (geteilt mit Ben Affleck)
- 2005: Nominierung als Schlechteste Nebendarstellerin für Jersey Girl
- 2005: Nominierung in der Kategorie Schlechtestes Leinwandpaar für Jersey Girl (geteilt mit Ben Affleck und Liv Tyler)
- 2006: Nominierung als Schlechteste Schauspielerin für Das Schwiegermonster
- 2010: Nominierung als Schlechteste Schauspielerin des Jahrzehnts für Angel Eyes, Genug – Jeder hat eine Grenze, Liebe mit Risiko – Gigli, Jersey Girl, Manhattan Love Story, Das Schwiegermonster und Wedding Planner – Verliebt, verlobt, verplant
- 2013: Nominierung als Schlechteste Nebendarstellerin für Was passiert, wenn’s passiert ist
- 2016: Nominierung als Schlechteste Schauspielerin für The Boy Next Door
- 2020: Nominierung Himbeeren-Erlöser-Preis für Hustlers
- 2024: Nominierung als Schlechteste Schauspielerin für The Mother
- 2025: Nominierung als Schlechteste Schauspielerin für Atlas

Image Award
- 2003: Nominierung als Beste Hauptdarstellerin für Manhattan Love Story

Imagen Foundation Award
- 1998: Auszeichnung für Selena – Ein amerikanischer Traum

Independent Spirit Award
- 1996: Auszeichnung als Beste Nebendarstellerin für Meine Familie[67]

Internationale Filmfestspiele Berlin
- 2007: Artists for Amnesty Award für Bordertown[53]

Lone Star Film & Television Award
- 1998: Auszeichnung als Beste Schauspielerin für Selena – Ein amerikanischer Traum

Los Angeles Film Critics Association Awards 2019
- 2019: Auszeichnung als Beste Nebendarstellerin für Hustlers

MTV Movie Award
- 1998: Nominierung als Beste Nachwuchsschauspielerin für Selena – Ein amerikanischer Traum
- 1999: Nominierung in der Kategorie Bester Filmkuss für Out of Sight (geteilt mit George Clooney)
- 1999: Nominierung als Beste Hauptdarstellerin für Out of Sight
- 2001: Auszeichnung in der Kategorie Bestes Outfit für The Cell
- 2001: Nominierung als Beste Darstellerin für The Cell
- 2015: Auszeichnung in der Kategorie Best Scared-As-S**t Performance für The Boy Next Door

NCLR Bravo Award
- 1996: Nominierung als Beste Schauspielerin für Money Train und Jack

Nickelodeon Kids’ Choice Awards
- 2002: Auszeichnung in der Kategorie „Favorite Female Movie Star“ für Wedding Planner – Verliebt, verlobt, verplant
- 2003: Nominierung als Lieblings-Schauspielerin für Manhattan Love Story
- 2004: Nominierung als Lieblings-Sängerin

People’s Choice Award
- 2013: Nominierung in der Kategorie Favorite Celebrity Judge für American Idol
- 2017: Auszeichnung in der Kategorie Favorite TV Crime Drama Actress für Shades of Blue

Satellite Award
- 2019: Auszeichnung als beste Nebendarstellerin für Hustlers[68]

Saturn Award
- 1998: Nominierung als Beste Hauptdarstellerin für Anaconda
- 2001: Nominierung als Beste Hauptdarstellerin für The Cell

ShoWest Convention
- 2002: Auszeichnung in der Kategorie „Female Star of the Year“

Teen Choice Award
- 2001: Nominierung in der Kategorie Film – Choice Chemistry für Wedding Planner – Verliebt, verlobt, verplant (geteilt mit Matthew McConaughey)
- 2002: Nominierung in der Kategorie Film – Choice Actress, Drama/Action Adventure für Genug – Jeder hat eine Grenze
- 2003: Nominierung in den Kategorien Film – Choice Actress, Comedy; Choice Movie Liar und Choice Movie Liplock für Manhattan Love Story (Letztere geteilt mit Ralph Fiennes)
- 2003: Nominierung in der Kategorie Choice Crossover Artist (Music/Acting)
- 2005: Nominierung in den Kategorien Choice Movie Actress: Comedy und Choice Movie Chemistry für Das Schwiegermonster (letztere geteilt mit Jane Fonda)
- 2005: Nominierung in der Kategorie Choice Movie Dance Scene für Darf ich bitten? (gemeinsam mit Richard Gere)
- 2010: Nominierung in der Kategorie Choice Movie Actress: Romantic Comedy für Plan B für die Liebe
- 2011: Auszeichnung in der Kategorie Choice TV: Personality für American Idol
- 2011: Nominierung in der Kategorie Choice Red Carpet Fashion Icon: Female
- 2012: Auszeichnung in der Kategorie Choice TV: Female Personality für American Idol
- 2012: Nominierung in der Kategorie Choice Red Carpet Fashion Icon: Female
- 2012: Nominierung in der Kategorie Choice Movie Actress: Comedy für Was passiert, wenn’s passiert ist
- 2013: Auszeichnung in der Kategorie Choice Summer TV Show für The Fosters (geteilt mit Brad Bredeweg und Peter Paige)
- 2014: Nominierung in der Kategorie Choice TV: Female Reality Star für American Idol

Walk of Fame
- 2013: Stern auf dem Walk of Fame in der Kategorie Musik

Women in Film Crystal Award
- 2006: Auszeichnung für Wohltätigkeitsarbeit